# Jaguar
Jaguarul (Panthera onca), numit și tigru american, este o specie de felidă mare și singurul membru viu din genul Panthera originar din Americi. Cu o lungime a corpului de până la 1,85 m și o greutate de până la 158 kg, este cea mai mare specie de felidă din Americi și a treia cea mai mare din lume. Coloritul cu semne caracteristice al blănii prezintă păr de culoare galbenă pală până la alutacee, marcat cu puncte ce fac trecerea către rozetele⁠(en)[traduceți] de pe părțile laterale, dar coloritul blănii la unii indivizi este în schimb negru, acest aspect fiind provocat de melanism. Mușcătura puternică a jaguarului îi permite acestuia să străpungă carapacele⁠(en)[traduceți] țestoaselor și să se folosească de o metodă neobișnuită pentru a ucide: mușcă direct prin craniul prăzii mamifere între urechi pentru a aplica creierului o lovitură fatală.
Strămoșii jaguarului modern au ajuns probabil din Eurasia în Americi în timpul Pleistocenului timpuriu prin intermediul podului terestru⁠(en)[traduceți] care se întindea cândva în Strâmtoarea Bering. Astăzi, arealul jaguarului se întinde din Statele Unite de sud-vest⁠(en)[traduceți] de-a lungul Mexicului și a unei părți mari din America Centrală, iar apoi prin Pădurea Amazoniană până la sud cu Paraguay și nordul Argentinei. Populează diverse terenuri împădurite și deschise, dar habitatele sale preferate constă în păduri umede subtropicale sau tropicale de foioase⁠(en)[traduceți], zone umede și alte alte locuri cu copaci. Este priceput la înot și în mare parte este un prădător de top solitar și oportunist ce folosește tehnica de pândire și prindere în ambuscadă. Ca specie cheie⁠(en)[traduceți], poartă un rol important în stabilizarea ecosistemelor și menținerea unui număr potrivit de indivizi al populațiilor prăzilor.
Jaguarul este amenințat de pierderea și fragmentarea habitatului⁠(en)[traduceți], de braconajul pentru comerțul cu părți ale corpului său și de uciderea sa în contextul unor conflicte dintre animale sălbatice și oameni⁠(en)[traduceți], în special din cauza conflictelor cu proprietarii de ranch-uri⁠(en)[traduceți] din America de Sud și Centrală. Începând din 2002 este listat pe Lista roșie a IUCN ca fiind aproape amenințat⁠(en)[traduceți]. Se presupune că populația sălbatică a scăzut de la sfârșitul anilor 1990 încoace. Zonele prioritare pentru conservarea⁠(en)[traduceți] jaguarului includ 51 de unități de conservare a jaguarilor, definite ca suprafețe întinse populate de cel puțin 50 de jaguari reproducători. Unitățile sunt aflate în 36 de regiuni geografice ce se găsesc din Mexic până în Argentina.
Jaguarul este prezent din plin în mitologia amerindienilor, inclusiv în cea a civilizației aztecilor și a civilizației mayașilor.

## Etimologie
Cuvântul „jaguar” este posibil să fie derivat din cuvântul tupiguarani⁠(en)[traduceți] yaguara, ce înseamnă „fiară sălbatică ce își răpune prada dintr-un salt”. În limba română, cuvântul provine din cuvântul francez jaguar. Deoarece acest cuvânt se aplică și altor animale, oamenii indigeni din Guyana⁠(en)[traduceți] numesc jaguarul jaguareté, cu sufixul adăugat eté, care înseamnă „fiară adevărată”. „Onca” este derivat din numele portughez onça pentru o felidă pătată ce este mai mare decât un râs; cf. Once. Cuvântul român „panteră” provine din cuvântul francez panthère ce provine din cuvântul latin panthera, care la rândul să este derivat din cuvântul din greacă veche πάνθηρ (pánthēr).

## Taxonomie și evoluție

### Taxonomie
În 1758, Carl Linnaeus a descris jaguarul în lucrarea sa Systema Naturae și i-a atribuit denumirea științifică Felis onca.
În secolul al XIX-lea și al XX-lea, câteva specimene tip de jaguari au creat baza pentru descrierea de subspecii.
În 1939, Reginald Innes Pocock⁠(en)[traduceți] a recunoscut opt subspecii pe baza originilor geografice și morfologia craniilor ale specimenelor.
Pocock nu a avut acces la suficiente specimene zoologice⁠(en)[traduceți] pentru a le evalua critic statutul subspecific, dar și-a exprimat neîncrederea în legătură cu statutul câtorva. O analiză ulterioară a muncii sale a sugerat că ar trebui recunoscute numai trei subspecii. Descrierea taxonului P. o. palustris a fost bazată pe un craniu fosil.
Până în 2005, nouă subspecii erau considerate a fi taxoni valizi⁠(en)[traduceți]
- P. o. onca (Linnaeus, 1758) a fost un jaguar din Brazilia.[13]

- P. o. peruviana (De Blainville, 1843) a fost un craniu de jaguar din Peru.[15]

- P. o. hernandesii (Gray, 1857) a fost un jaguar din Mazatlán, Mexic.[16]

- P. o. palustris (Ameghino, 1888) a fost o mandibulă fosilă de jaguar dezgropată în Sierras Pampeanas⁠(en)[traduceți] în Districtul Córdova⁠(en)[traduceți], Argentina.[17]

- P. o. centralis (Mearns, 1901) a fost craniul unui jaguar mascul din Talamanca⁠(en)[traduceți], Costa Rica.[18]

- P. o. goldmani (Mearns, 1901) a fost o piele de jaguar din Yohatlan din Campeche, Mexic.[18]

- P. o. paraguensis (Hollister, 1914) a fost craniul unui jaguar mascul din Paraguay.[19]

- P. o. arizonensis (Goldman, 1932) a fost pielea și craniul unui mascul jaguar din apropierea zonei Cibecue, Arizona.[20]

- P. o. veraecrucis (Nelson și Goldman, 1933) a fost craniul unui jaguar mascul din San Andrés Tuxtla⁠(en)[traduceți], Mexic.[21]

Reginald Innes Pocock a plasat jaguarul în genul Panthera și a observat că acesta împărtășește câteva trăsături morfologice cu leopardul (P. pardus). Prin urmare, a concluzionat că cei doi sunt cel mai strâns înrudiți unul cu celălalt. Rezultatele cercetărilor genetice și morfologice indică o variație clinală de la nord spre sud între populații, dar nicio dovadă pentru vreo diferență subspecifică.
Analizarea ADN-ului de la 84 de mostre de la jaguari din America de Sud a dezvăluit faptul că fluxul de gene⁠(en)[traduceți] între populațiile de jaguar din Columbia era intens în trecut.
Începând din anul 2017, jaguarul este considerat a fi un taxon monotipic, însă subspecia modernă Panthera onca onca este încă diferențiată de două subspecii fosile, Panthera onca augusta și Panthera onca mesembrina.

### Evoluție

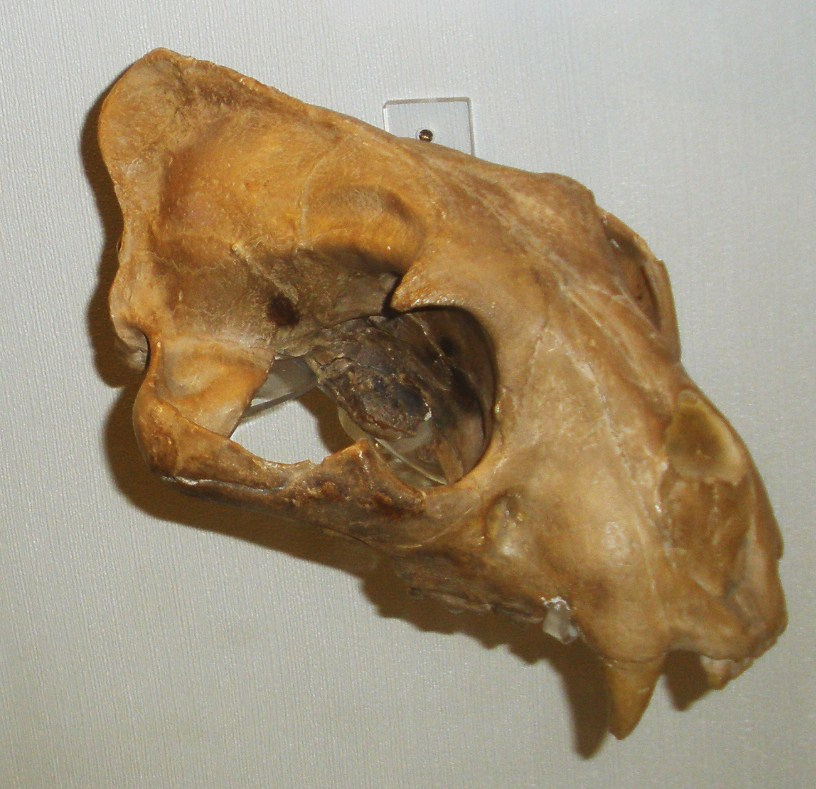
Craniu fosil de en

S-a estimat că descendența⁠(en)[traduceți] Panthera s-a despărțit genetic⁠(en)[traduceți] de strămoșul comun⁠(en)[traduceți] al familiei Felidae acum în jur de 9,32–4,47 milioane de ani până la acum în jur de 11,75–0,97 milioane de ani. Unele analize genetice plasează jaguarul drept specie suroră⁠(en)[traduceți] a leului (P. leo), de care s-a despărțit în urmă cu 3,46–1,22 de milioane de ani, dar alte studii plasează leul mai aproape de leopard.
Descendența jaguarului pare să își aibă originea în Africa și să se fi răspândit în Eurasia acum 1.95–1.77 de milioane de ani. Se poate ca specia modernă să provină din Panthera gombaszoegensis⁠(en)[traduceți], despre care se presupune că a ajuns pe continentul american prin intermediul Beringiei, podul terestru ce se întindea cândva în Strâmtoarea Bering, însă alți autori au disputat relația strânsă dintre P. gombaszoegensis (care este predominant știută din Europa) și jaguarul modern. Au fost găsite fosile de jaguari moderni în America de Nord ce datează de peste 850.000 de ani în urmă. Rezultatele analizării ADN-ului mitocondrial al 37 de jaguari indică faptul că populațiile actuale au evoluat în urmă cu 510.000–280.000 de ani în nordul Americii de Sud și au recolonizat ulterior America Centrală și de Nord după dispariția jaguarilor de acolo din timpul Pleistocenului târziu.
Două subspecii extincte de jaguar sunt recunoscute pe baza fosilelor înregistrate: una nord-americană, P. o. augusta⁠(en)[traduceți], și una sud-americană, P. o. mesembrina⁠(en)[traduceți].
|  | \| \| Leu (P. leo) \| \| \| \| \| \| Jaguar \| \| \| \| |
|  |                                                         |
|  | Leopard (P. pardus)                                     |
|  |                                                         |
|  | Leu (P. leo)                                            |
|  |                                                         |
|  | Jaguar                                                  |
|  |                                                         |

|  | Leu (P. leo) |
|  |              |
|  | Jaguar       |
|  |              |

|  | Tigru (P. tigris)               |
|  |                                 |
|  | Leopard al zăpezilor (P. uncia) |
|  |                                 |

|  | \| \| Leu (P. leo) \| \| \| \| \| \| Jaguar \| \| \| \| |
|  |                                                         |
|  | Leopard (P. pardus)                                     |
|  |                                                         |
|  | Leu (P. leo)                                            |
|  |                                                         |
|  | Jaguar                                                  |
|  |                                                         |

|  | Leu (P. leo) |
|  |              |
|  | Jaguar       |
|  |              |

|  | Tigru (P. tigris)               |
|  |                                 |
|  | Leopard al zăpezilor (P. uncia) |
|  |                                 |

|  | \| \| Leu (P. leo) \| \| \| \| \| \| Jaguar \| \| \| \| |
|  |                                                         |
|  | Leopard (P. pardus)                                     |
|  |                                                         |
|  | Leu (P. leo)                                            |
|  |                                                         |
|  | Jaguar                                                  |
|  |                                                         |

|  | Leu (P. leo) |
|  |              |
|  | Jaguar       |
|  |              |

|  | Tigru (P. tigris)               |
|  |                                 |
|  | Leopard al zăpezilor (P. uncia) |
|  |                                 |

|  | \| \| Leu (P. leo) \| \| \| \| \| \| Jaguar \| \| \| \| |
|  |                                                         |
|  | Leopard (P. pardus)                                     |
|  |                                                         |
|  | Leu (P. leo)                                            |
|  |                                                         |
|  | Jaguar                                                  |
|  |                                                         |

|  | Leu (P. leo) |
|  |              |
|  | Jaguar       |
|  |              |

|  | Tigru (P. tigris)               |
|  |                                 |
|  | Leopard al zăpezilor (P. uncia) |
|  |                                 |

|  | \| \| Leu (P. leo) \| \| \| \| \| \| Jaguar \| \| \| \| |
|  |                                                         |
|  | Leopard (P. pardus)                                     |
|  |                                                         |
|  | Leu (P. leo)                                            |
|  |                                                         |
|  | Jaguar                                                  |
|  |                                                         |

|  | Leu (P. leo) |
|  |              |
|  | Jaguar       |
|  |              |

|  | Tigru (P. tigris)               |
|  |                                 |
|  | Leopard al zăpezilor (P. uncia) |
|  |                                 |

|  | \| \| Leu (P. leo) \| \| \| \| \| \| Jaguar \| \| \| \| |
|  |                                                         |
|  | Leopard (P. pardus)                                     |
|  |                                                         |
|  | Leu (P. leo)                                            |
|  |                                                         |
|  | Jaguar                                                  |
|  |                                                         |

|  | Leu (P. leo) |
|  |              |
|  | Jaguar       |
|  |              |

|  | Tigru (P. tigris)               |
|  |                                 |
|  | Leopard al zăpezilor (P. uncia) |
|  |                                 |

|  | \| \| Leu (P. leo) \| \| \| \| \| \| Jaguar \| \| \| \| |
|  |                                                         |
|  | Leopard (P. pardus)                                     |
|  |                                                         |
|  | Leu (P. leo)                                            |
|  |                                                         |
|  | Jaguar                                                  |
|  |                                                         |

|  | Leu (P. leo) |
|  |              |
|  | Jaguar       |
|  |              |

|  | Tigru (P. tigris)               |
|  |                                 |
|  | Leopard al zăpezilor (P. uncia) |
|  |                                 |

|  | \| \| Leu (P. leo) \| \| \| \| \| \| Jaguar \| \| \| \| |
|  |                                                         |
|  | Leopard (P. pardus)                                     |
|  |                                                         |
|  | Leu (P. leo)                                            |
|  |                                                         |
|  | Jaguar                                                  |
|  |                                                         |

|  | Leu (P. leo) |
|  |              |
|  | Jaguar       |
|  |              |

|  | Tigru (P. tigris)               |
|  |                                 |
|  | Leopard al zăpezilor (P. uncia) |
|  |                                 |

|  | \| \| Leu (P. leo) \| \| \| \| \| \| Jaguar \| \| \| \| |
|  |                                                         |
|  | Leopard (P. pardus)                                     |
|  |                                                         |
|  | Leu (P. leo)                                            |
|  |                                                         |
|  | Jaguar                                                  |
|  |                                                         |

|  | Leu (P. leo) |
|  |              |
|  | Jaguar       |
|  |              |

|  | Tigru (P. tigris)               |
|  |                                 |
|  | Leopard al zăpezilor (P. uncia) |
|  |                                 |

|  | \| \| Leu (P. leo) \| \| \| \| \| \| Jaguar \| \| \| \| |
|  |                                                         |
|  | Leopard (P. pardus)                                     |
|  |                                                         |
|  | Leu (P. leo)                                            |
|  |                                                         |
|  | Jaguar                                                  |
|  |                                                         |

|  | Leu (P. leo) |
|  |              |
|  | Jaguar       |
|  |              |

|  | Tigru (P. tigris)               |
|  |                                 |
|  | Leopard al zăpezilor (P. uncia) |
|  |                                 |

|  | \| \| Leu (P. leo) \| \| \| \| \| \| Jaguar \| \| \| \| |
|  |                                                         |
|  | Leopard (P. pardus)                                     |
|  |                                                         |
|  | Leu (P. leo)                                            |
|  |                                                         |
|  | Jaguar                                                  |
|  |                                                         |

|  | Leu (P. leo) |
|  |              |
|  | Jaguar       |
|  |              |

|  | Tigru (P. tigris)               |
|  |                                 |
|  | Leopard al zăpezilor (P. uncia) |
|  |                                 |

|  | \| \| Leu (P. leo) \| \| \| \| \| \| Jaguar \| \| \| \| |
|  |                                                         |
|  | Leopard (P. pardus)                                     |
|  |                                                         |
|  | Leu (P. leo)                                            |
|  |                                                         |
|  | Jaguar                                                  |
|  |                                                         |

|  | Leu (P. leo) |
|  |              |
|  | Jaguar       |
|  |              |

|  | Tigru (P. tigris)               |
|  |                                 |
|  | Leopard al zăpezilor (P. uncia) |
|  |                                 |

|  | \| \| Leu (P. leo) \| \| \| \| \| \| Jaguar \| \| \| \| |
|  |                                                         |
|  | Leopard (P. pardus)                                     |
|  |                                                         |
|  | Leu (P. leo)                                            |
|  |                                                         |
|  | Jaguar                                                  |
|  |                                                         |

|  | Leu (P. leo) |
|  |              |
|  | Jaguar       |
|  |              |

|  | Tigru (P. tigris)               |
|  |                                 |
|  | Leopard al zăpezilor (P. uncia) |
|  |                                 |

|  | \| \| Leu (P. leo) \| \| \| \| \| \| Jaguar \| \| \| \| |
|  |                                                         |
|  | Leopard (P. pardus)                                     |
|  |                                                         |
|  | Leu (P. leo)                                            |
|  |                                                         |
|  | Jaguar                                                  |
|  |                                                         |

|  | Leu (P. leo) |
|  |              |
|  | Jaguar       |
|  |              |

|  | Tigru (P. tigris)               |
|  |                                 |
|  | Leopard al zăpezilor (P. uncia) |
|  |                                 |

|  | \| \| Leu (P. leo) \| \| \| \| \| \| Jaguar \| \| \| \| |
|  |                                                         |
|  | Leopard (P. pardus)                                     |
|  |                                                         |
|  | Leu (P. leo)                                            |
|  |                                                         |
|  | Jaguar                                                  |
|  |                                                         |

|  | Leu (P. leo) |
|  |              |
|  | Jaguar       |
|  |              |

|  | Tigru (P. tigris)               |
|  |                                 |
|  | Leopard al zăpezilor (P. uncia) |
|  |                                 |

|  | \| \| Leu (P. leo) \| \| \| \| \| \| Jaguar \| \| \| \| |
|  |                                                         |
|  | Leopard (P. pardus)                                     |
|  |                                                         |
|  | Leu (P. leo)                                            |
|  |                                                         |
|  | Jaguar                                                  |
|  |                                                         |

|  | Leu (P. leo) |
|  |              |
|  | Jaguar       |
|  |              |

|  | Tigru (P. tigris)               |
|  |                                 |
|  | Leopard al zăpezilor (P. uncia) |
|  |                                 |

|  | \| \| Leu \| \| \| \| \| \| Leopard \| \| \| \| |
|  |                                                 |
|  | Leopard al zăpezilor                            |
|  |                                                 |
|  | Leu                                             |
|  |                                                 |
|  | Leopard                                         |
|  |                                                 |

|  | Leu     |
|  |         |
|  | Leopard |
|  |         |

|  | \| \| Leu \| \| \| \| \| \| Leopard \| \| \| \| |
|  |                                                 |
|  | Leopard al zăpezilor                            |
|  |                                                 |
|  | Leu                                             |
|  |                                                 |
|  | Leopard                                         |
|  |                                                 |

|  | Leu     |
|  |         |
|  | Leopard |
|  |         |

|  | \| \| Leu \| \| \| \| \| \| Leopard \| \| \| \| |
|  |                                                 |
|  | Leopard al zăpezilor                            |
|  |                                                 |
|  | Leu                                             |
|  |                                                 |
|  | Leopard                                         |
|  |                                                 |

|  | Leu     |
|  |         |
|  | Leopard |
|  |         |

|  | \| \| Leu \| \| \| \| \| \| Leopard \| \| \| \| |
|  |                                                 |
|  | Leopard al zăpezilor                            |
|  |                                                 |
|  | Leu                                             |
|  |                                                 |
|  | Leopard                                         |
|  |                                                 |

|  | Leu     |
|  |         |
|  | Leopard |
|  |         |

|  | \| \| Leu \| \| \| \| \| \| Leopard \| \| \| \| |
|  |                                                 |
|  | Leopard al zăpezilor                            |
|  |                                                 |
|  | Leu                                             |
|  |                                                 |
|  | Leopard                                         |
|  |                                                 |

|  | Leu     |
|  |         |
|  | Leopard |
|  |         |

|  | \| \| Leu \| \| \| \| \| \| Leopard \| \| \| \| |
|  |                                                 |
|  | Leopard al zăpezilor                            |
|  |                                                 |
|  | Leu                                             |
|  |                                                 |
|  | Leopard                                         |
|  |                                                 |

|  | Leu     |
|  |         |
|  | Leopard |
|  |         |

|  | \| \| Leu \| \| \| \| \| \| Leopard \| \| \| \| |
|  |                                                 |
|  | Leopard al zăpezilor                            |
|  |                                                 |
|  | Leu                                             |
|  |                                                 |
|  | Leopard                                         |
|  |                                                 |

|  | Leu     |
|  |         |
|  | Leopard |
|  |         |

|  | \| \| Leu \| \| \| \| \| \| Leopard \| \| \| \| |
|  |                                                 |
|  | Leopard al zăpezilor                            |
|  |                                                 |
|  | Leu                                             |
|  |                                                 |
|  | Leopard                                         |
|  |                                                 |

|  | Leu     |
|  |         |
|  | Leopard |
|  |         |

|  | \| \| Leu \| \| \| \| \| \| Leopard \| \| \| \| |
|  |                                                 |
|  | Leopard al zăpezilor                            |
|  |                                                 |
|  | Leu                                             |
|  |                                                 |
|  | Leopard                                         |
|  |                                                 |

|  | Leu     |
|  |         |
|  | Leopard |
|  |         |

|  | \| \| Leu \| \| \| \| \| \| Leopard \| \| \| \| |
|  |                                                 |
|  | Leopard al zăpezilor                            |
|  |                                                 |
|  | Leu                                             |
|  |                                                 |
|  | Leopard                                         |
|  |                                                 |

|  | Leu     |
|  |         |
|  | Leopard |
|  |         |

|  | \| \| Leu \| \| \| \| \| \| Leopard \| \| \| \| |
|  |                                                 |
|  | Leopard al zăpezilor                            |
|  |                                                 |
|  | Leu                                             |
|  |                                                 |
|  | Leopard                                         |
|  |                                                 |

|  | Leu     |
|  |         |
|  | Leopard |
|  |         |

|  | \| \| Leu \| \| \| \| \| \| Leopard \| \| \| \| |
|  |                                                 |
|  | Leopard al zăpezilor                            |
|  |                                                 |
|  | Leu                                             |
|  |                                                 |
|  | Leopard                                         |
|  |                                                 |

|  | Leu     |
|  |         |
|  | Leopard |
|  |         |

|  | \| \| Leu \| \| \| \| \| \| Leopard \| \| \| \| |
|  |                                                 |
|  | Leopard al zăpezilor                            |
|  |                                                 |
|  | Leu                                             |
|  |                                                 |
|  | Leopard                                         |
|  |                                                 |

|  | Leu     |
|  |         |
|  | Leopard |
|  |         |

|  | \| \| Leu \| \| \| \| \| \| Leopard \| \| \| \| |
|  |                                                 |
|  | Leopard al zăpezilor                            |
|  |                                                 |
|  | Leu                                             |
|  |                                                 |
|  | Leopard                                         |
|  |                                                 |

|  | Leu     |
|  |         |
|  | Leopard |
|  |         |

|  | \| \| Leu \| \| \| \| \| \| Leopard \| \| \| \| |
|  |                                                 |
|  | Leopard al zăpezilor                            |
|  |                                                 |
|  | Leu                                             |
|  |                                                 |
|  | Leopard                                         |
|  |                                                 |

|  | Leu     |
|  |         |
|  | Leopard |
|  |         |

|  | \| \| Leu \| \| \| \| \| \| Leopard \| \| \| \| |
|  |                                                 |
|  | Leopard al zăpezilor                            |
|  |                                                 |
|  | Leu                                             |
|  |                                                 |
|  | Leopard                                         |
|  |                                                 |

|  | Leu     |
|  |         |
|  | Leopard |
|  |         |

|  | \| \| Leu \| \| \| \| \| \| Leopard \| \| \| \| |
|  |                                                 |
|  | Leopard al zăpezilor                            |
|  |                                                 |
|  | Leu                                             |
|  |                                                 |
|  | Leopard                                         |
|  |                                                 |

|  | Leu     |
|  |         |
|  | Leopard |
|  |         |

|  | \| \| Leu \| \| \| \| \| \| Leopard \| \| \| \| |
|  |                                                 |
|  | Leopard al zăpezilor                            |
|  |                                                 |
|  | Leu                                             |
|  |                                                 |
|  | Leopard                                         |
|  |                                                 |

|  | Leu     |
|  |         |
|  | Leopard |
|  |         |

|  | \| \| Leu \| \| \| \| \| \| Leopard \| \| \| \| |
|  |                                                 |
|  | Leopard al zăpezilor                            |
|  |                                                 |
|  | Leu                                             |
|  |                                                 |
|  | Leopard                                         |
|  |                                                 |

|  | Leu     |
|  |         |
|  | Leopard |
|  |         |

|  | \| \| Leu \| \| \| \| \| \| Leopard \| \| \| \| |
|  |                                                 |
|  | Leopard al zăpezilor                            |
|  |                                                 |
|  | Leu                                             |
|  |                                                 |
|  | Leopard                                         |
|  |                                                 |

|  | Leu     |
|  |         |
|  | Leopard |
|  |         |

|  | \| \| Leu \| \| \| \| \| \| Leopard \| \| \| \| |
|  |                                                 |
|  | Leopard al zăpezilor                            |
|  |                                                 |
|  | Leu                                             |
|  |                                                 |
|  | Leopard                                         |
|  |                                                 |

|  | Leu     |
|  |         |
|  | Leopard |
|  |         |

|  | \| \| Leu \| \| \| \| \| \| Leopard \| \| \| \| |
|  |                                                 |
|  | Leopard al zăpezilor                            |
|  |                                                 |
|  | Leu                                             |
|  |                                                 |
|  | Leopard                                         |
|  |                                                 |

|  | Leu     |
|  |         |
|  | Leopard |
|  |         |

|  | \| \| Leu \| \| \| \| \| \| Leopard \| \| \| \| |
|  |                                                 |
|  | Leopard al zăpezilor                            |
|  |                                                 |
|  | Leu                                             |
|  |                                                 |
|  | Leopard                                         |
|  |                                                 |

|  | Leu     |
|  |         |
|  | Leopard |
|  |         |

|  | \| \| Leu \| \| \| \| \| \| Leopard \| \| \| \| |
|  |                                                 |
|  | Leopard al zăpezilor                            |
|  |                                                 |
|  | Leu                                             |
|  |                                                 |
|  | Leopard                                         |
|  |                                                 |

|  | Leu     |
|  |         |
|  | Leopard |
|  |         |

|  | \| \| Leu \| \| \| \| \| \| Leopard \| \| \| \| |
|  |                                                 |
|  | Leopard al zăpezilor                            |
|  |                                                 |
|  | Leu                                             |
|  |                                                 |
|  | Leopard                                         |
|  |                                                 |

|  | Leu     |
|  |         |
|  | Leopard |
|  |         |

|  | \| \| Leu \| \| \| \| \| \| Leopard \| \| \| \| |
|  |                                                 |
|  | Leopard al zăpezilor                            |
|  |                                                 |
|  | Leu                                             |
|  |                                                 |
|  | Leopard                                         |
|  |                                                 |

|  | Leu     |
|  |         |
|  | Leopard |
|  |         |

|  | \| \| Leu \| \| \| \| \| \| Leopard \| \| \| \| |
|  |                                                 |
|  | Leopard al zăpezilor                            |
|  |                                                 |
|  | Leu                                             |
|  |                                                 |
|  | Leopard                                         |
|  |                                                 |

|  | Leu     |
|  |         |
|  | Leopard |
|  |         |

|  | \| \| Leu \| \| \| \| \| \| Leopard \| \| \| \| |
|  |                                                 |
|  | Leopard al zăpezilor                            |
|  |                                                 |
|  | Leu                                             |
|  |                                                 |
|  | Leopard                                         |
|  |                                                 |

|  | Leu     |
|  |         |
|  | Leopard |
|  |         |

|  | \| \| Leu \| \| \| \| \| \| Leopard \| \| \| \| |
|  |                                                 |
|  | Leopard al zăpezilor                            |
|  |                                                 |
|  | Leu                                             |
|  |                                                 |
|  | Leopard                                         |
|  |                                                 |

|  | Leu     |
|  |         |
|  | Leopard |
|  |         |

|  | \| \| Leu \| \| \| \| \| \| Leopard \| \| \| \| |
|  |                                                 |
|  | Leopard al zăpezilor                            |
|  |                                                 |
|  | Leu                                             |
|  |                                                 |
|  | Leopard                                         |
|  |                                                 |

|  | Leu     |
|  |         |
|  | Leopard |
|  |         |

|  | \| \| Leu \| \| \| \| \| \| Leopard \| \| \| \| |
|  |                                                 |
|  | Leopard al zăpezilor                            |
|  |                                                 |
|  | Leu                                             |
|  |                                                 |
|  | Leopard                                         |
|  |                                                 |

|  | Leu     |
|  |         |
|  | Leopard |
|  |         |

|  | \| \| Leu \| \| \| \| \| \| Leopard \| \| \| \| |
|  |                                                 |
|  | Leopard al zăpezilor                            |
|  |                                                 |
|  | Leu                                             |
|  |                                                 |
|  | Leopard                                         |
|  |                                                 |

|  | Leu     |
|  |         |
|  | Leopard |
|  |         |

## Descriere
Jaguarul este un animal compact cu o musculatură bine-dezvoltată. Este cea mai mare felidă originară din Americi și a treia cea mai mare din lume, depășit în mărime numai de tigru și leu. Înălțimea până la greabăn este de 68–75 cm.
Mărimea și greutatea sa variază considerabil în funcție de sex și regiune: în cele mai multe regiuni, greutatea se încadrează în mod normal în intervalul 56–96 kg. Au fost înregistrați masculi excepțional de mari ce cântăreau maxim 158 kg.
Cele mai mici femele din America Mijlocie⁠(en)[traduceți] cântăresc în jur de 36 kg. Este dimorf sexual, femelele fiind de obicei cu 10–20 % mai mici decât masculii. Lungimea de la nas până la baza cozii variază de la 1,12 până la 1,85 m. Coada este de 45–75 cm în lungime, fiind mai scurtă decât la oricare altă felidă mare⁠(en)[traduceți].
Picioarele sale musculoase sunt mai scurte decât la indivizii cu greutate corporală similară ce fac parte din alte specii din genul Panthera.
Mărimea tinde să crească de la nord înspre sud. Niște jaguari din Reserva de la Biosfera Chamela-Cuixmala⁠(en)[traduceți] de pe coasta pacifică a centrului Mexicului au cântărit în jur de 50 kg.
Jaguarii din Venezuela și Brazilia sunt mult mai mari, un mascul având o greutate medie de circa 95 kg, iar o femelă de circa 56–78 kg.
Culoarea blănii jaguarului variază de la galben pal până la alutaceu sau roșcat-galben, cu o suprafață ventrală albicioasă, acoperită cu pete negre. Petele și mărimea lor variază: pe părțile laterale devin rozete⁠(en)[traduceți] ce pot include unul sau câteva puncte. Petele de pe cap și gât au în general o nuanță uniformă, așa cum sunt și cele de pe coadă unde se pot unifica pentru a forma benzi în apropierea capătului și să creeze un vârf negru. Sunt alungite pe partea de mijloc a spatelui, adesea conectându-se pentru a crea o dungă mediană, și neregulate pe burtă. Aceste modele ajută la camuflaj în zonele cu vegetație deasă și umbre răsfirate.
Jaguarii ce trăiesc în păduri sunt adeseori mai închiși la culoare și mai mici decât cei ce trăiesc în zone deschise, posibil din cauza numărului mai mic de prăzi erbivore mari din zonele păduroase.
Jaguarul se aseamănă cu mult leopardului, dar este în general mai robust, cu membre mai îndesate și un cap mai pătrățos. Rozetele de pe blana jaguarului sunt mai mari, mai închise la culoare, mai puține la număr și au linii mai groase, cu o pată mică în mijloc.
Are fălci puternice, jaguarul fiind felida cu a treia cea mai puternică forță a mușcăturii, întrecut numai de tigru și leu.
La vârful caninului are în medie o forță a mușcăturii de 887,0 newtoni și un coeficient al forței mușcăturii⁠(en)[traduceți] de 118,6.
Un jaguar de 100 de kg poate mușca cu o forță de 4,939 kN cu dinții canini și de 6,922 kN la canelura carnasieră⁠(en)[traduceți].

### Variația culorii
Jaguarii cu melanism sunt numiți și pantere negre⁠(en)[traduceți]. Forma⁠(en)[traduceți] neagră este mai puțin comună decât cea pătată.
Au fost înregistrați jaguari negri în America de Sud și Centrală. Melanismul la jaguar este cauzat de ștergerea genei receptor melanocortin 1⁠(en)[traduceți] și moștenită prin alela dominantă.
În 2004, o cameră foto capcană din munții Sierra Madre Occidental⁠(en)[traduceți] a fotografiat primul jaguar negru înregistrat în nordul Mexicului. Au fost fotografiați jaguari negri și în Reserva biológica Manuel Alberto Brenes⁠(en)[traduceți], în munții Cordillera de Talamanca⁠(en)[traduceți], în Parcul Național Barbilla⁠(en)[traduceți] și în estul Panamalei.

## Răspândire și habitat
În 1999, arealul istoric al jaguarului de la începutul secolului al XX-lea a fost estimat ca fiind de 19.000.000 km², întinzându-se din sudul Statelor Unite prin America Centrală până în sudul Argentinei. La începutul secolului al XXI-lea, arealul său global s-a redus până la vreo 8.750.000 km², cele mai mari scăderi având loc în sudul Statelor Unite, nordul Mexicului, nordul Braziliei și sudul Argentinei.
Arealul său actual se extinde pornind din Mexic și trece prin America Centrală până în America de Sud, cuprinzând Belize, Guatemala, Honduras, Nicaragua, Costa Rica (în special Peninsula Osa⁠(en)[traduceți]), Panama, Columbia, Venezuela, Guyana, Surinam, Guyana Franceză, Ecuador, Peru, Bolivia, Brazilia, Paraguay și Argentina. Este considerat a fi dispărut la nivel local⁠(en)[traduceți] din El Salvador și Uruguay.
Au fost observați ocazional jaguari în Arizona, New Mexico și Texas.
În anii 2012–2015, un jaguar mascul hoinar⁠(en)[traduceți] a fost înregistrat în 23 de locații din Munții Santa Rita.
În America de Sud și Centrală, jaguarul preferă păduri dese și de obicei populează păduri de foioase uscate, păduri umede subtropicale sau tropicale de foioase⁠(en)[traduceți], păduri tropicale umede și păduri de ceață⁠(en)[traduceți]; în Statele Unite, zone umede deschise, sezonier inundate, și pajiști⁠(en)[traduceți] uscate și istoric și păduri de stejar⁠(en)[traduceți]. A fost înregistrat la altitudini de până la 3.800 m, dar evită pădurile montane⁠(en)[traduceți]. Preferă habitate riverane și mlaștini împădurite⁠(en)[traduceți] cu covor vegetal dens. În pădurile mayașe din Mexic și Guatemala, 11 jaguari cu zgardă conectată la GPS au preferat habitat neperturbat des situat departe de drumuri; femelele au evitat chiar și zonele cu activitate umană redusă, pe când masculii au părut a fi mai puțin perturbați de densitatea populației umane. Un jaguar mascul tânăr a fost de asemenea înregistrat la un iaz în semiarizii Sierra de San Carlos⁠(en)[traduceți].

### Fostul areal
În secolul al XIX-lea, jaguarul încă era văzut la Râul North Platte⁠(en)[traduceți] la 48–80 km către nord de Vârful Longs⁠(wn)[traduceți] în Colorado, Louisiana costală, nordul Arizonei și New Mexico. Se cunosc mai multe semnalări zoologice verificate ale jaguarului în California, două cel mai departe către nord până în Monterey, din 1814 și 1826. Înainte de 1860, singura semnalare a unei vizuini active de jaguar cu adulți reproducători și pui din Statele Unite era în Munții Tehachapi⁠(en)[traduceți] din California. Jaguarul a continuat să existe în California până în jurul anului 1860. 
Ultimul jaguar confirmat din Texas a fost împușcat în 1948, la 4,8 km către sud-est de Kingsville, Texas⁠(en)[traduceți].
În Arizona, o femelă a fost împușcată în Munții Albi⁠(en)[traduceți] în 1963. Până la sfârșitul anilor 1960 se presupunea că jaguarul era extinct la nivel local în Statele Unite. În 1969, Arizona a scos vânătoarea de jaguari în afara legii, însă până atunci nu a mai rămas nicio femelă, iar pe parcursul următorilor 25 de ani numai doi masculi au fost văzuți și uciși în stat. În 1996, un rancher și ghid de vânătoare din Douglas, Arizona⁠(en)[traduceți], a dat de un jaguar în Munții Peloncillo⁠(en)[traduceți] și a devenit cercetător de jaguari, plasând aparate foto pentru fotografierea animalelor, care au mai înregistrat alți patru jaguari.

## Comportament și ecologie
Jaguarul este activ în principal în timpul nopții și al crepusculului.
Totuși, jaguarii ce trăiesc în regiunile cu păduri dense din Pădurea Amazoniană și Pantanal sunt în mare parte activi în timpul zilei, pe când jaguarii din Pădurea Atlantică sunt în principal activi în timpul nopții.
Tiparul de activitate al jaguarului coincide cu activitatea principalele sale specii pradă. Jaguarii sunt buni înotători și se joacă și vânează în apă, posibil mai mult decât tigrii. Au fost observați deplasându-se între insule și țărm. Jaguarii sunt de asemenea buni la a se cățăra în copaci, dar se cațără mai rar decât pumele.

### Rol ecologic

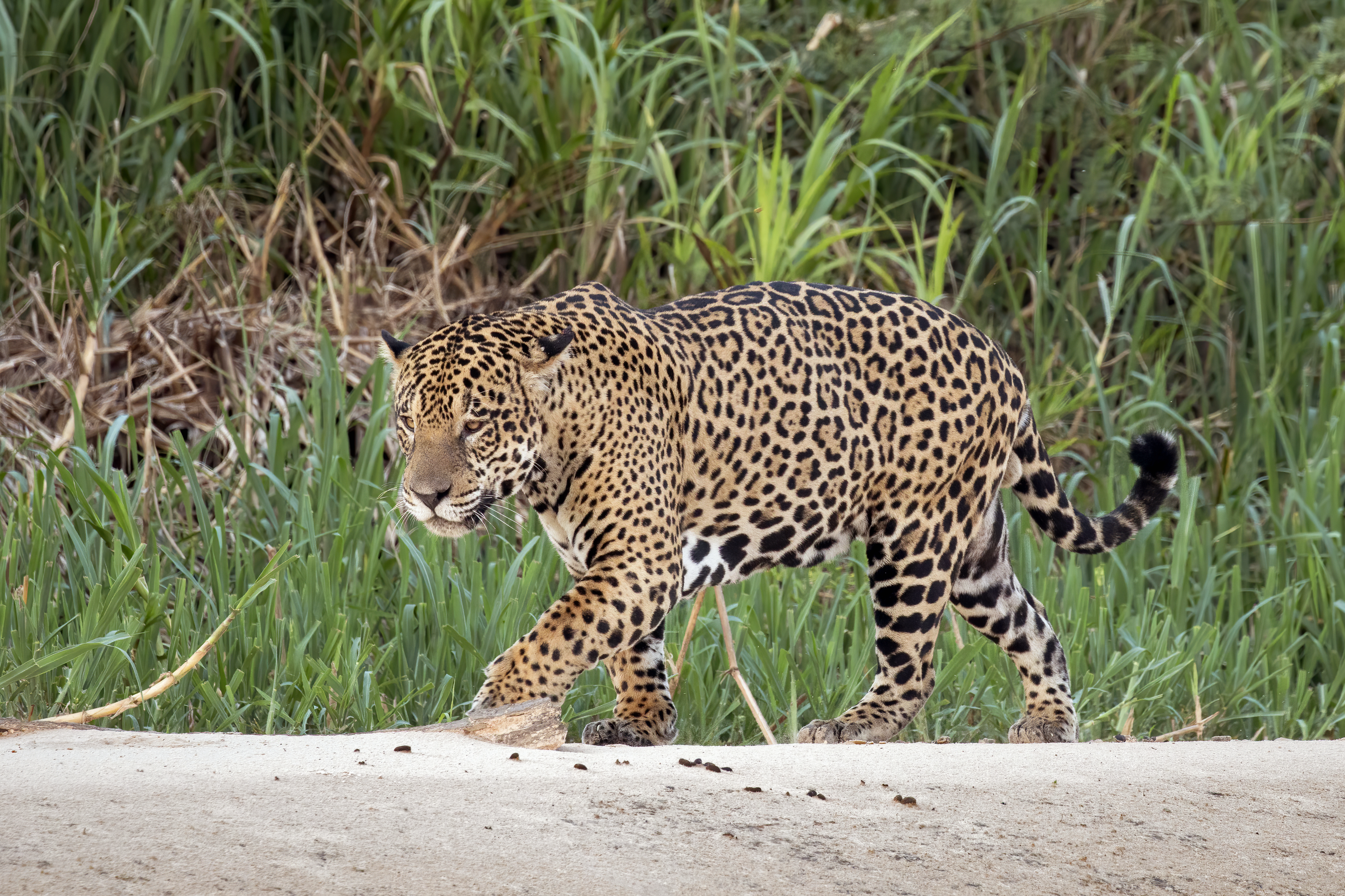
Jaguar la, Pantanal, Brazilia

Jaguarul adult este un prădător de top, ceea ce înseamnă că se află în vârful lanțului trofic și în sălbăticie nu este vânat în mod natural. Jaguarul a fost numit și specie cheie⁠(en)[traduceți], căci se presupune că controlează nivelurile populațiilor de prăzii precum cele ale mamiferelor erbivore și gramivore⁠(en)[traduceți], iar prin urmare menține integritatea structurală a sistemelor forestiere. Cu toate acestea, cercetarea de teren a indicat că menținerea ar putea fi variabilitate naturală, iar creșterile populațiilor ar putea să nu fie susținute. Prin urmare, ipoteza statului de prădător cheie nu este acceptată de toți oamenii de știință.
Jaguarul este simpatric⁠(en)[traduceți] cu puma. În centrul Mexicului, ambele specii vânează cerbi cu coadă albă, ce alcătuiesc până la 54 % din dieta jaguarului, respectiv 66 % din cea a pumei. În nordul Mexicului, jaguarul și puma ocupă amândoi același habitat, iar suprapunerea dietelor lor depinde de disponibilitatea prăzilor. Jaguarii au părut să prefere cervide și viței. În Mexic și America Centrală, niciuna dintre cele două felide nu este considerată a fi prădătorul dominant. În America de Sud, jaguarul este mai mare decât puma și tinde să ucidă prăzi mai mari, de obicei de peste 22 kg. Prada pumei cântărește în general 2–22 kg și se presupune că acesta este motivul pentru mărimea mai mică a pumei. Această situație ar putea fi în avantajul pumei. Nișa sa mai largă de prăzi, incluzând abilitatea sa de a ucide prăzi mai mici, ar putea să îi confere pe terenuri alterate de oameni un avantaj pe care jaguarul nu îl are.

### Vânarea prăzii și dietă

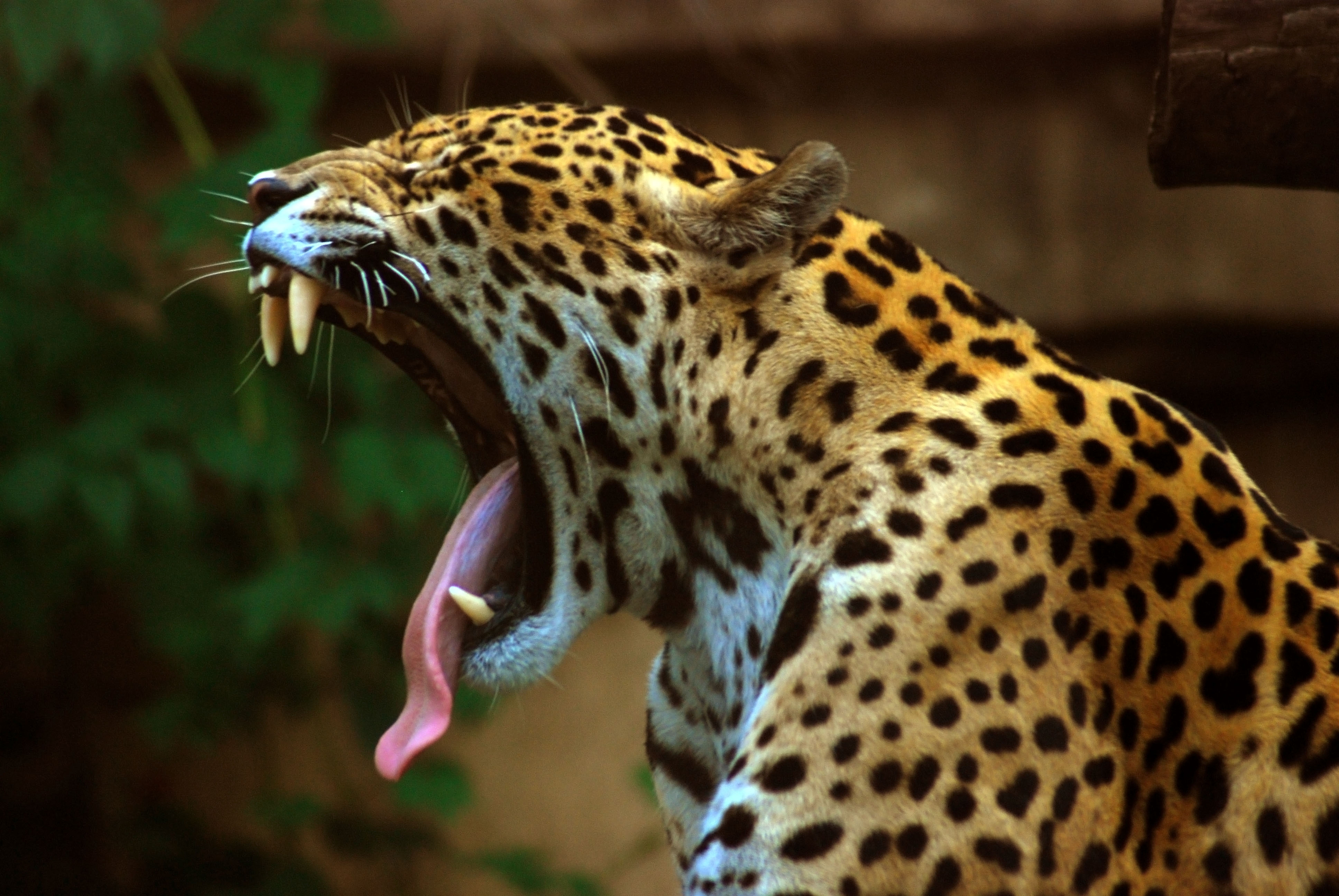
Jaguarul are o mușcătură puternică ce îi permite să străpungă carapacea prăzilor cu cuirasă.

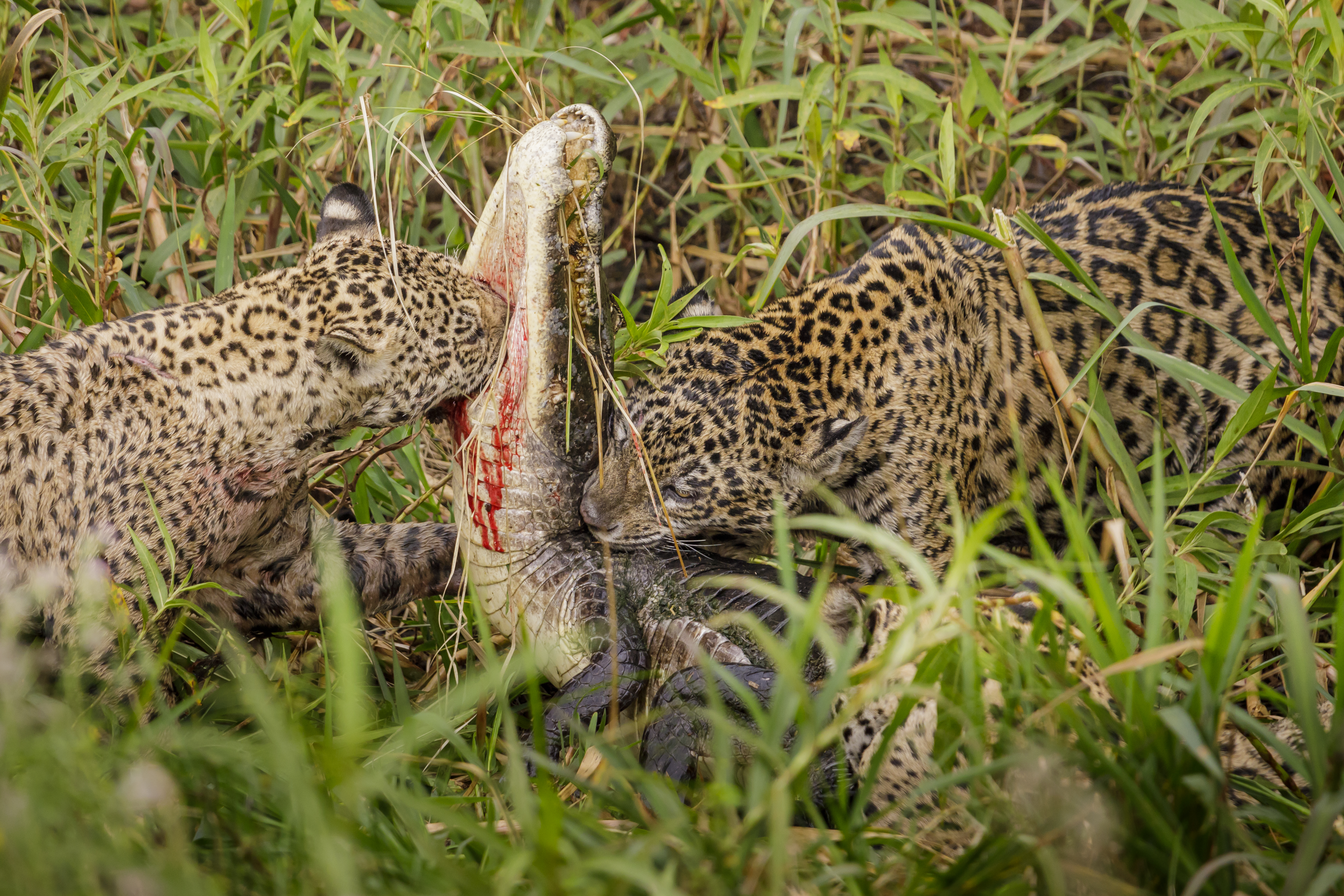
Jaguari ucigând un și hrănindu-se dintr-un en

Jaguarul este strict carnivor⁠(en)[traduceți], depinzând exclusiv de carne pentru necesitățile sale nutritive. O analiză a 53 de studii ce documentează dieta jaguarului a dezvăluit faptul că greutatea prăzii jaguarului variază de la 1 până la 130 kg; preferă prăzi ce cântăresc 45–85 kg, capibara și furnicarul mare⁠(en)[traduceți] fiind cele mai selectate. Când sunt disponibili, vânează și cerbi de mlaștină⁠(en)[traduceți], furnicari mici⁠(en)[traduceți], pecari cu guler și aguti fumurii⁠(en)[traduceți]. În lunci, jaguarii ucid în mod oportunist reptile precum țestoase și caimani. Consumarea reptilelor pare a fi mai frecventă la jaguari decât la alte felide mari. Dieta unei populații retrase din Pantanalul brazilian a fost înregistrată ca fiind în principal alcătuită din reptile acvatice și pești.
Jaguarul se hrănește și cu animale din șeptel în zonele unde ranch-urile⁠(en)[traduceți] cresc vite și prada sălbatică este rară.
Cantitatea zilnică de hrană necesară unui jaguar captiv ce cântărește 34 kg a fost estimată la 1,4 kg de carne.
Forța mușcăturii jaguarului îi permite acestuia să străpungă carapacele⁠(en)[traduceți] țestoaselor de uscat cu picioare galbene⁠(en)[traduceți] și cele ale broaștelor țestoase terekay⁠(en)[traduceți]. Folosește o metodă neobișnuită pentru a ucide: mușcă direct prin craniul prăzii mamifere între urechi pentru a aplica creierului o lovitură fatală. Ucide capibara prin înfigerea dinților săi canini în osul temporal al capibarei, frângându-i acesteia arcada zigomatică și mandibula și penetrându-i creierul, adeseori prin urechi.
A fost emisă ipoteza că acest mod de a ucide ar fi o adaptare pentru a „desface” carapacele țestoaselor; se poate ca reptilele cu cuirasă să fi format o bază importantă de prăzi pentru jaguar în urma extincțiilor pleistocene târzii. Totuși, această afirmație este disputată, căci chiar și în zonele unde jaguarii vânează reptile, acestea sunt ucise încă relativ infrecvent în comparație cu mamiferele în ciuda abundenței lor mai mare.
Din octombrie 2001 până în aprilie 2004, 10 jaguari au fost monitorizați în sudul Pantanalului. În sezonul secetos din aprilie până în septembrie, aceștia au ucis o pradă la intervale ce variază de la una până la șapte zile; în sezonul ploios din octombrie până în martie la intervale de una până la 16 zile.
În loc să alerge prada, jaguarul folosește o strategie de pândire și prindere în ambuscadă atunci când vânează. Jaguarul se plimbă încet pe cărări forestiere, ascultând și pândind prada înainte de a țâșni sau porni ambuscada. Atacă din covorul vegetal și de obicei din punctul orb al victimei și cu un salt iute; abilitățile de prindere în ambuscadă ale speciei sunt considerate a fi aproape inegalabile în regnul animal, atât de către oamenii indigeni, cât și de către cercetătorii de teren, iar aceste abilități sunt probabil o consecință a rolului său ca prădător de top în câteva medii diferite. Ambuscada poate cuprinde săltarea în apă după pradă, căci un jaguar este suficient de capabil pentru a căra o pradă mare atunci când înoată; puterea sa este atât de mare încât poate agăța în copaci carcase de dimensiunea unei junci, cu scopul de a evita nivelul ridicat al apei pe timp de inundație. După ce ucide prada, jaguarul trage carcasa prăzii într-un hățiș⁠(en)[traduceți] sau alt loc retras. Mănâncă începând cu gâtul și pieptul. După aceea consumă inima și plămânii, iar apoi umerii.

### Activitate socială

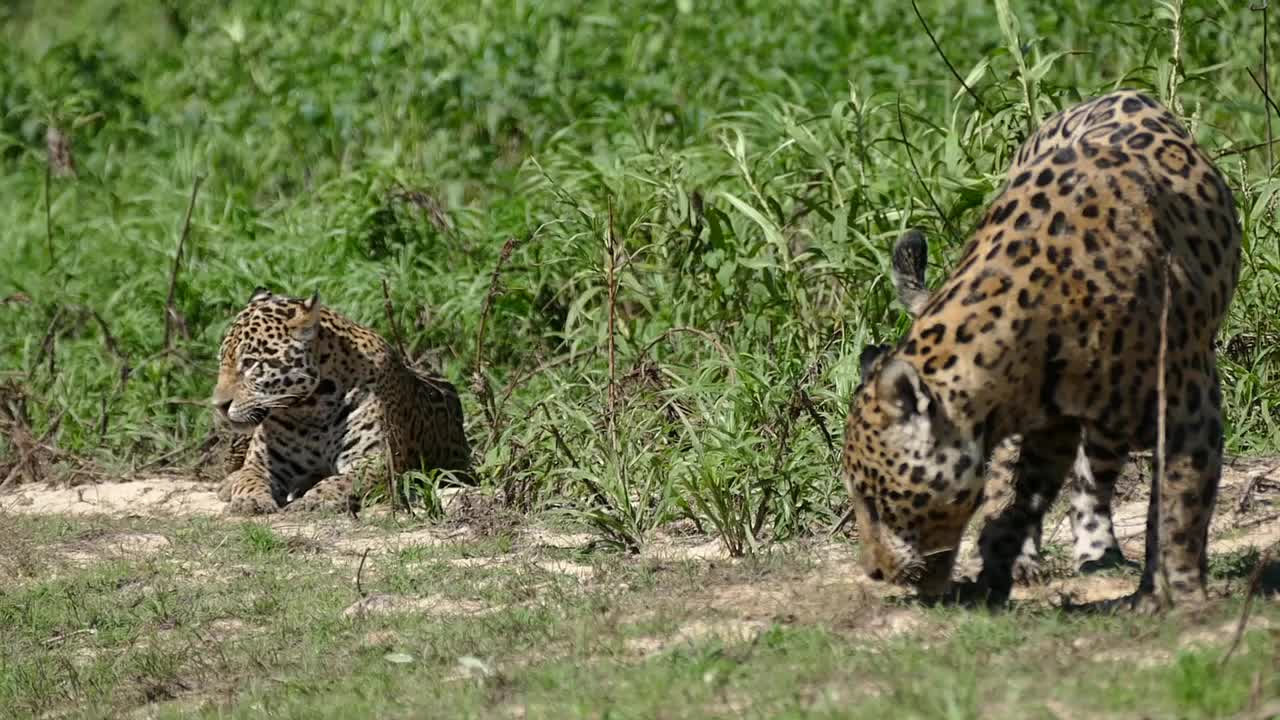
Jaguar femelă (stânga) și jaguar mascul (dreapta) la Râul São Lourenço

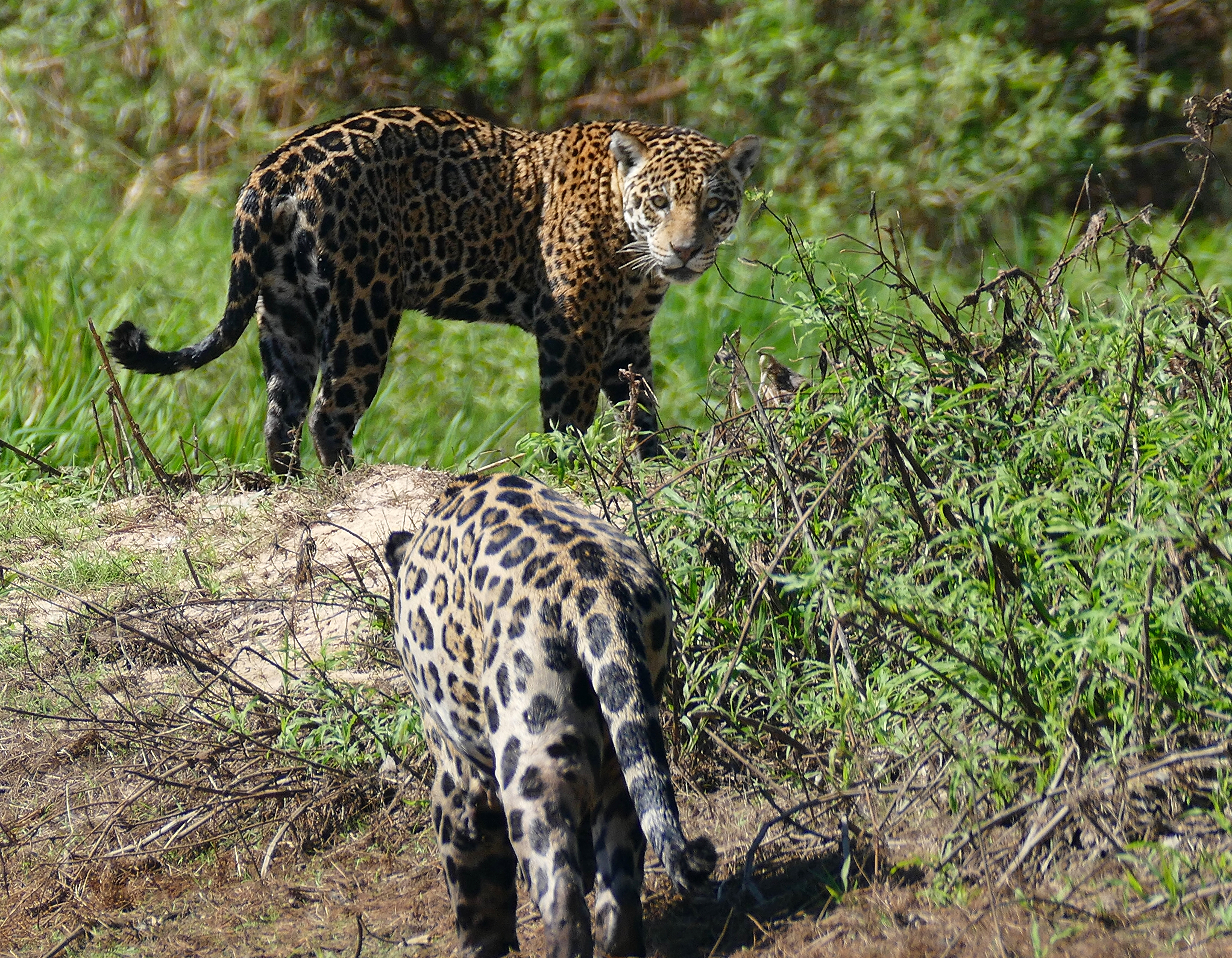
Mascul (fundal) și femelă tânără (prim plan) lângă Râul Cuiabá, en, Poconé, Mato Grosso, Brazilia

Jaguarii sunt în general solitari⁠(en)[traduceți], cu excepția femelelor cu pui. În 1977, grupuri constând dintr-un mascul, o femelă și niște pui și respectiv din două femele cu doi masculi au fost văzute de câteva ori în valea Râului Paraguay într-o zonă studiată. În unele zone, masculii pot forma coaliții în perechi care împreună marchează, apără și invadează teritorii, găsesc și se împerechează cu aceleași femele și caută și împart pradă. O femelă cu zgardă radio s-a mutat într-un domeniu vital cu suprafața de 25–38 km², care s-a suprapus parțial cu cel al altei femele. Domeniul vital al masculului din această zonă studiată s-a suprapus parțial cu cel al câtorva femele.
Pentru a își marca teritoriul, jaguarul se folosește de scrijelituri, urină și fecale. Dimensiunile domeniilor vitale depinde de nivelul defrișării și de densitatea populației umane. Domeniile vitale ale femelelor variază de la 15,3 km² în Pantanal și 53,6 km² în Amazon până la 233,5 km² în Pădurea Atlantică. Domeniile vitale ale jaguarilor masculi variază de la 25 km² în Pantanal, 180,3 km² în Amazon și 591,4 km² în Pădurea Atlantică până la 807,4 km² în Cerrado. Studii implicând telemetrie GPS din 2003 și 2004 au înregistrat densități de numai șase până la șapte jaguari per 100 km² în regiunea Pantanal, comparativ cu 10 până la 11 indivizi înregistrați atunci când s-au utilizat metode tradiționale; asta sugerează că metodele de luat mostre utilizate la nivel larg pot crește artificial numărul de indivizi dintr-o zonă de unde se iau mostre. Pot avea loc lupte între masculi, dar acestea sunt rare, iar în sălbăticie a fost observat comportament de evitare. Într-o populație situată într-o zonă umedă, cu granițe teritoriale degradate și mai multă proximitate socială, adulții de același sex sunt mai toleranți unul cu celălalt și au parte de interacțiuni mai cooperative și prietenoase.
Jaguarul rage⁠(en)[traduceți]/grohăie pentru a comunica de la distanță mare; în sălbăticie au fost observate între indivizi reprize intensive de răspunderi înapoi. Această vocalizare este descris ca „aspră” cu cinci sau șase note guturale⁠(en)[traduceți]. Anumite pufnete⁠(en)[traduceți] sunt produse de indivizi atunci când se salută, în timpul curtării sau de o mamă ce își liniștește puii. Acest sunet este descris ca fiind alcătuit din niște pufnete de intensitate scăzută, posibil intenționate să semnaleze calmul și pasivitatea. Puii au fost înregistrați behăind, gâlgâind și mieunând.

### Reproducere și ciclu de viață

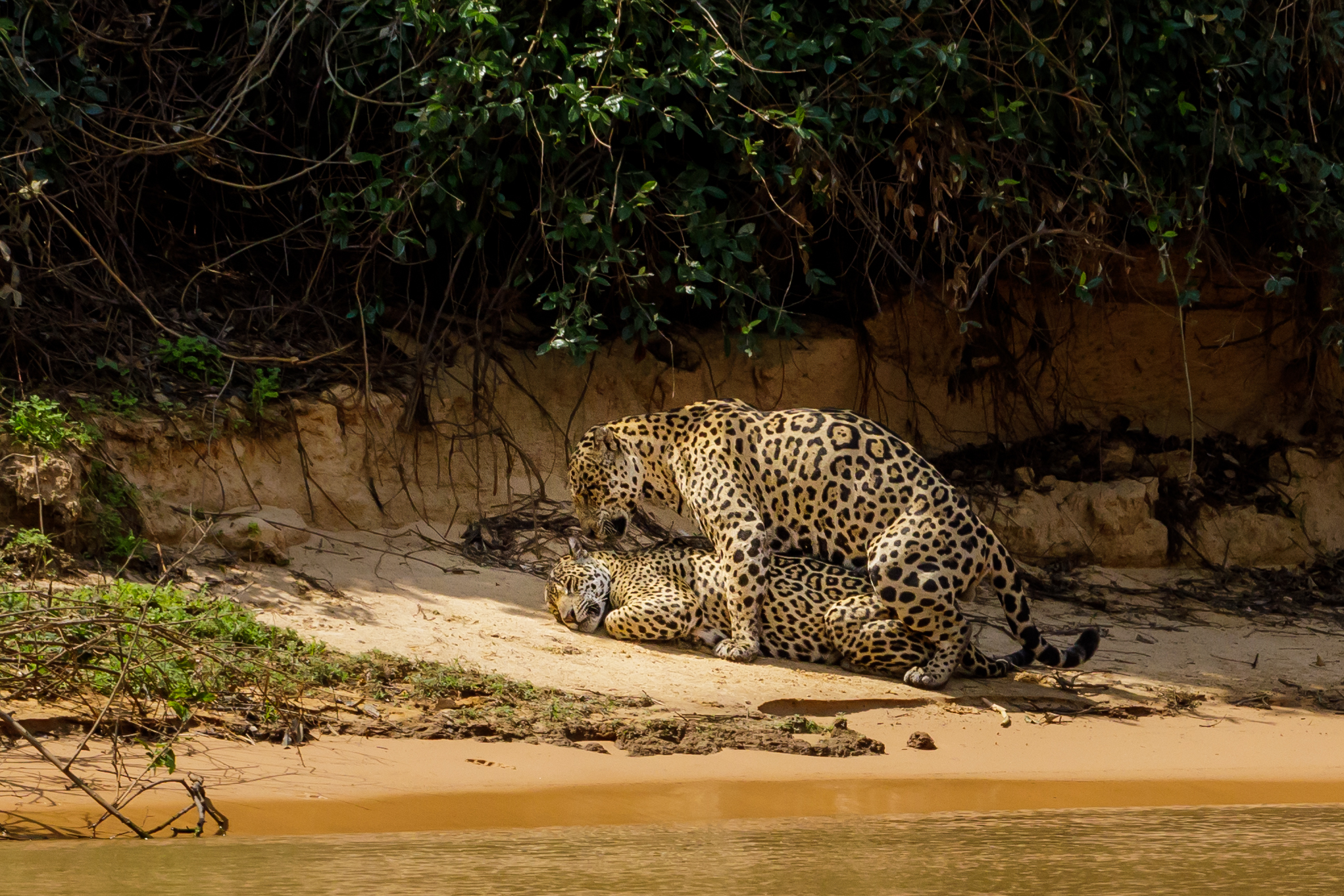
Jaguari împerechindu-se în nordul Pantanalului

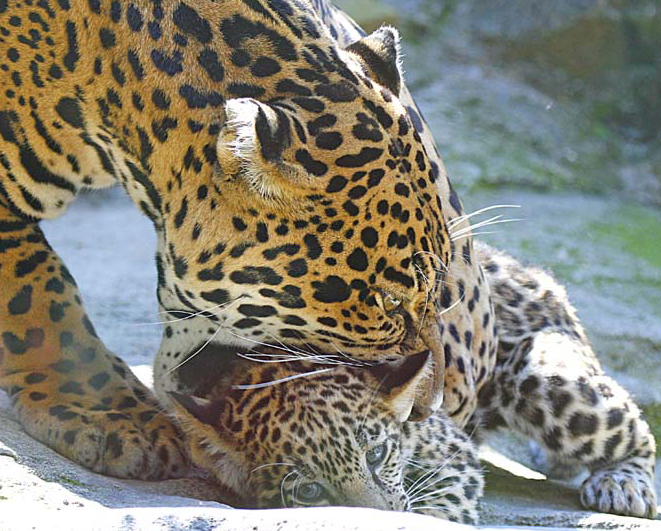
Jaguar femelă ridicându-și puiul

Circa 2,5 ani este vârsta înregistrată la care jaguarul femelă atinge maturitatea sexuală⁠(en)[traduceți] în captivitate. Estrul durează 7–15 zile cu un ciclu estral de 41,8 până la 52,6 zile. În timpul estrului, femela prezintă semne de agitație crescută emițând strigăte răsunătoare și prelungite.
Este un ovulator indus⁠(en)[traduceți], dar poate ovula și spontan.
Gestația durează de la 91 până la 111 zile.
Masculul este matur sexual la vârsta de trei până la patru ani. Volumul său mediu de ejaculare este de 8.6±1.3 ml.
Perioada generației⁠(en)[traduceți] la jaguar este de 9,8 ani.
În Pantanal au fost observate perechi reproducătoare⁠(en)[traduceți] stând împreună timp de până la cinci zile. Femelele au avut unul până la doi pui.
Puii sunt născuți cu ochii închiși, pe care îi deschid la vârsta două săptămâni. Sunt înțărcați⁠(en)[traduceți] la vârsta de trei luni, dar rămân în vizuina unde s-au născut timp de șase luni înainte de a își acompania mama la vânătoare.
Jaguarii rămân cu mamele lor pe o perioadă de până la 2 ani. Par să trăiască rareori mai mult de 11 ani, dar indivizii captivi pot trăi 22 ani.
În 2001, un jaguar mascul a ucis și consumat parțial doi pui în Parcul Național Emas⁠(en)[traduceți]. Un test ADN de paternitate⁠(en)[traduceți] efectuat pe niște mostre de sânge a dezvăluit faptul că masculul era tatăl puilor. Încă alte două cazuri de infanticid⁠(en)[traduceți] au fost înregistrate în 2013 în nordul Pantanalului. Pentru a îi proteja de infanticid, femela poate să își ascundă puii și să distragă masculul cu comportament de curtare.

### Atacuri asupra oamenilor
Conchistadorilor spanioli le era frică de jaguar. Potrivit lui Charles Darwin, oamenii indigeni ai Americii de Sud⁠(en)[traduceți] au spus că oamenilor nu ar trebui să le fie frică de jaguar atât timp cât capibarele sunt abundente.
Prima înregistrare oficială a unui jaguar ce a ucis un om datează din iunie 2008.
Doi copii au fost atacați de jaguari în Guyana.
Majoritatea atacurilor cunoscute asupra oamenilor s-a petrecut atunci când jaguarul a fost încolțit sau vătămat.

## Amenințări

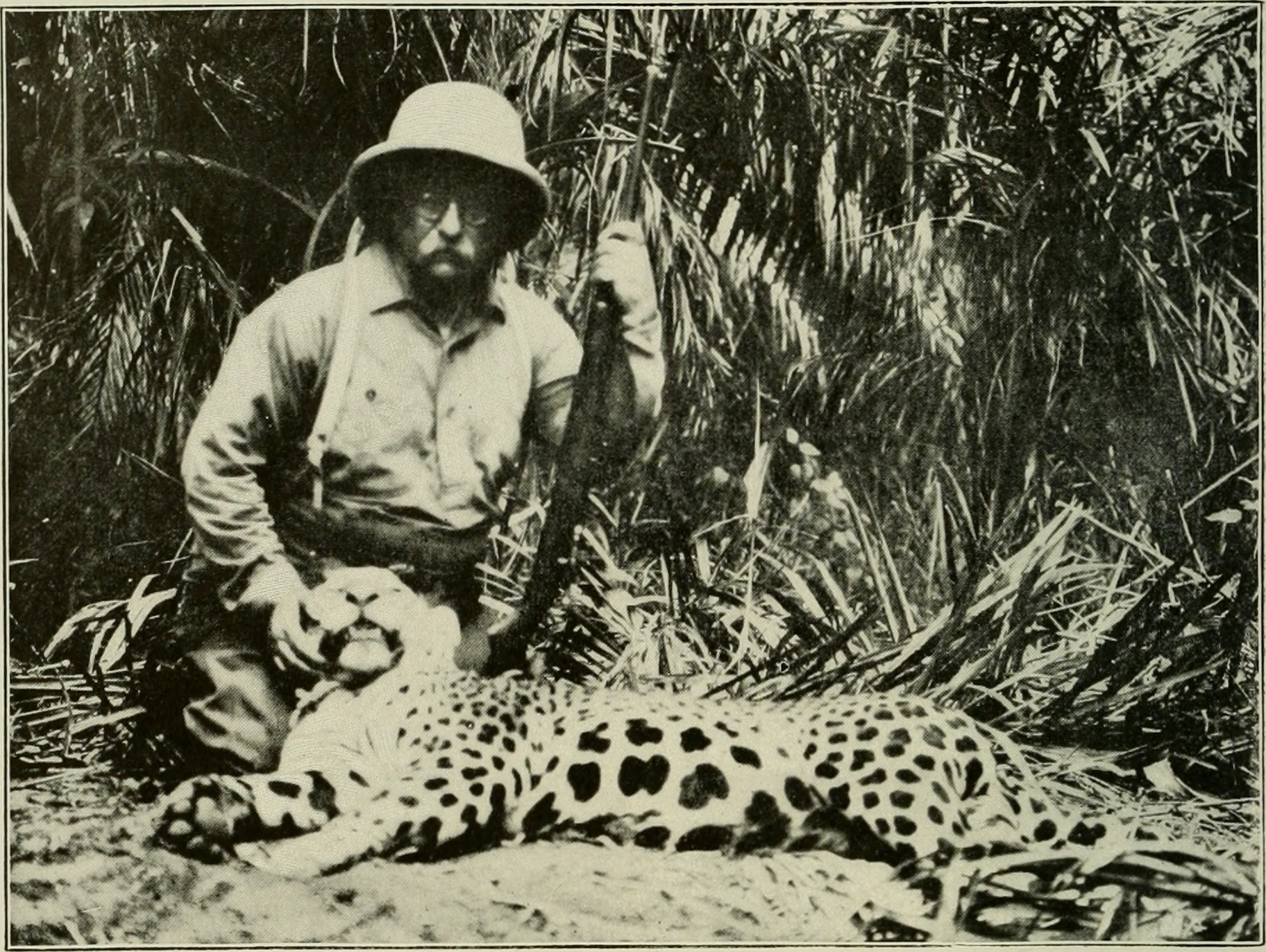
Un jaguar sud-american ucis de Theodore Roosevelt

Jaguarul este amenințat de pierderea și fragmentarea⁠(en)[traduceți] habitatului, uciderea ilegală ca reacție la vânarea șeptelului și pentru comerțul ilegal cu părți corporale de jaguar. Este listat pe Lista roșie a IUCN ca fiind aproape amenințat⁠(en)[traduceți] începând din 2002, căci populația de jaguari probabil s-a redus cu 20–25 % de la mijlocul anilor 1990 încoace. Defrișarea este o amenințare majoră pentru jaguar de-a lungul arealului său. Pierderea habitatului a fost mai rapidă în regiuni mai uscate precum pampasul argentinian, pajiștile aride ale Mexicului și sud-vestul Statelor Unite.
În 2002 s-a estimat că arealul jaguarului s-a redus până la 46 % din arealul său de la începutul secolului al XX-lea. În 2018 s-a estimat că arealul său s-a redus cu 55 % în ultimul secol. Singurul refugiu rămas este Pădurea Amazoniană, o regiune ce este fragmentată rapid de defrișare.
În anii 2000–2012, pierderile forestiere din arealul jaguarului au fost de 83.759 km², fragmentarea crescând în mod special în coridoarele dintre unitățile de conservare a jaguarilor.
În 2014 au fost pierdute legăturile directe dintre două unități din Bolivia, iar două unități din nordul Argentinei au devenit izolate complet din cauza defrișării.
În Mexic, jaguarul este în principal amenințat de braconaj. Habitatul său este fragmentat în nordul Mexicului, în Golful Mexic și în Peninsula Yucatán, lucru cauzat de schimbări asupra modurilor de utilizare a terenului, construirea de drumuri și infrastructura turistică.
În Panama, 220 din 230 de jaguari au fost uciși ca reacție la uciderea șeptelului în anii 1998–2014.
În Venezuela, jaguarul a dispărut la nivel local începând din 1940 din circa 26 % din arealul său cuprins pe teritoriul țării, în principal din savane uscate și zone arbustive neproductive aflate în regiunea de nord-est a statului Anzoátegui.
În Ecuador, jaguarul este amenințat de disponibilitatea redusă a prăzilor în zonele unde extinderea rețelelor rutiere a facilitat accesul vânătorilor umani către păduri.
În pădurile atlantice Alto Paraná⁠(en)[traduceți], cel puțin 117 jaguari au fost uciși în Parcul Național Iguaçu⁠(en)[traduceți] și adiacenta provincie Misiones în anii 1995–2008.
Niște afrocolumbieni⁠(en)[traduceți] din departmentul columbian Chocó⁠(en)[traduceți] vânează jaguari pentru a consuma și vinde carne.
în anii 2008–2012, cel puțin 15 jaguari au fost uciși de fermieri de șeptel în centrul țării Belize.
Comerțul internațional cu piei de jaguari a prosperat mult în intervalul dintre sfârșitul celui de-al Doilea Război Mondial și începutul anilor 1970.
Scăderi semnificative al numărului de jaguari au avut loc în anii 1960, căci mai mult de 15.000 de jaguari erau uciși anual pentru pieile lor numai în Amazonia Braziliană⁠(en)[traduceți]; comerțul cu piei de jaguari a scăzut din 1973 încoace de când a fost promulgată Convenția privind Comerțul Internațional cu Specii Periclitate de Faună și Floră Sălbatică.
Sondaje de interviu cu 533 de oameni din nord-vestul Amazonului Bolivian au dezvăluit că oamenii locali au ucis jaguari din cauza fricii, ca reacție la uciderea de animale din șeptel sau pentru comerț.
Din august 2016 până în august 2019, piei și părți corporale de jaguari au fost văzute la vânzare în piețe turistice în orașele peruviene Lima, Iquitos și Pucallpa.
Conflictele dintre animale sălbatice și oameni⁠(en)[traduceți], vânarea oportunistă și vânarea pentru comerțul din piețele domestice sunt cauzele principale pentru uciderea jaguarilor în Belize și Guatemala.
Comunicările despre jaguarii confiscați indică că cel puțin 857 de jaguari au fost comercializați în anii 2012–2018, printre care se numără 482 de indivizi numai în Bolivia; în China au fost confiscați 31 de jaguari.
Din 2014 până la începutul anului 2019, au fost confiscați 760 de colți de jaguari ce erau proveniți din Bolivia și destinați către China. Investigații sub acoperire au dezvăluit că în Bolivia există o contrabandă cu părți corporale de jaguari săvârșită de locuitori chinezi.

## Conservare
Jaguarul este listat în Anexa I a CITES, ceea ce înseamnă că tot comerțul internațional comercial cu jaguari sau părți corporale ale lor este interzis. Vânarea jaguarilor este interzisă în Argentina, Brazilia, Columbia, Guyana Franceză, Honduras, Nicaragua, Panama, Paraguay, Surinam, Statele Unite și Venezuela. Vânarea jaguarilor este restricționată în Guatemala și Peru. În Ecuador, vânarea jaguarilor este interzisă, iar jaguarul este clasificat ca amenințat cu dispariția.
În Guyana este protejat ca specie pe cale de dispariție, iar vânarea sa este ilegală.

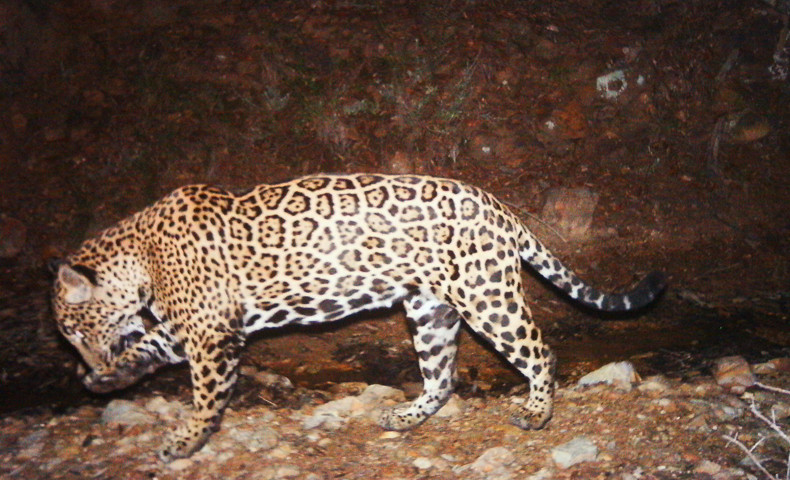
en, un jaguar din Arizona

În 1986, Reserva Natural de Cockscomb⁠(en)[traduceți] s-a înființat în Belize ca prima arie protejată din lume pentru conservarea jaguarilor.

### Unități de conservare a jaguarilor
În 1999, oameni de știință ce se ocupă cu cercetare de teren proveniți din 18 țări cuprinse în arealul jaguarului au determinat cele mai importante arii pentru conservarea pe termen lung a jaguarilor pe baza stării unităților populațiilor de jaguari, stabilitatea bazei de prazi și calitatea habitatului. Unitățile de conservare a jaguarilor sunt suficient de întinse pentru cel puțin 50 de indivizi reproducători și variază în suprafață de la 566 până la 67.598 km²; au fost desemnate 51 de unități în 36 de regiuni geografice cuprinzând:
- Sierra Madre Ocidental⁠(en)[traduceți] și Sierra de Tamaulipas⁠(en)[traduceți] din Mexic
- pădurile tropicale Selva Maya⁠(en)[traduceți] extinzându-se peste Mexico, Belize și Guatemala
- pădurile umede Chocó–Darién⁠(en)[traduceți] din Honduras și Panama până în Columbia
- Llanos Venezolanos⁠(en)[traduceți]
- nordul Cerrado și bazinul Amazon⁠(en)[traduceți] din Brazilia
- Anzii Tropicali⁠(en)[traduceți] din Bolivia și Peru
- Provincia Misiones din Argentina

Rute optime de traversare între unitățile populațiilor centrale de jaguari au fost identificate de-a lungul arealului jaguarului în 2010 pentru a implementa coridoare ecologice ce conectează unitățile de conservare a jaguarilor. Aceste coridoare reprezintă ariile cu cea mai scurtă distanță dintre populațiile reproducătoare de jaguari, necesită cea mai mică cantitate posibilă de energie pentru dispersarea⁠(en)[traduceți] indivizilor și prezintă un risc scăzut de mortalitate. Acestea acoperă o suprafață de 2.600.000 km² și variază în lungime de la 3 până la 1.102 km în Mexic și America Centrală și de la 489,14 până la 1.607 km în America de Sud.
Cooperarea cu proprietarii locali de teren și cu agențiile federale, de stat sau municipale este esențială pentru a menține conectate populațiile și a preveni fragmentarea atât în unități, cât și în coridoare.
Șapte dintre cele 13 coridoare din Mexic funcționează cu o lățime de cel puțin 14,25 km și o lungime de nu mai mult de 320 km. Celelalte coridoare pot îngreuna traversarea, căci sunt mai înguste și mai lungi.
În august 2012, United States Fish and Wildlife Service⁠(en)[traduceți] a păstrat deoparte 3.392,20 km² din Arizona și New Mexico pentru protejarea jaguarului. Planul de restabilire a jaguarilor a fost publicat în aprilie 2019, în care se consideră că autostrada Interstate 10⁠(en)[traduceți] formează granița nordică a unității de restabilire a jaguarilor din Arizona și New Mexico.
În Mexic, o strategie națională de conservare a fost dezvoltată din 2005 încoace și publicată în 2016. Populația mexicană a jaguarilor a crescut de la un număr estimativ de 4.000 indivizi în 2010 până la vreo 4.800 de indivizi în 2018. Această creștere este văzută ca un efect pozitiv al măsurilor de conservare care au fost implementate în cooperare cu instituții guvernamentale și neguvernamentale și proprietari de teren.
O evaluare a unităților de conservare a jaguarilor din Mexico până în Argentina a dezvăluit că acestea se suprapun în grade variate cu habitate de calitate crescută ce adăpostesc circa 1.500 de specii de mamifere. Din moment ce mamiferele cu care coexistă beneficiază de măsurile impuse unităților, jaguarul a fost numit specie umbrelă⁠(en)[traduceți].
Unitățile central-americane se suprapun cu habitatul a 187 din 304 de specii endemice de amfibieni și reptile, dintre care 19 specii de amfibieni se găsesc numai în arealul jaguarului.

### Măsuri

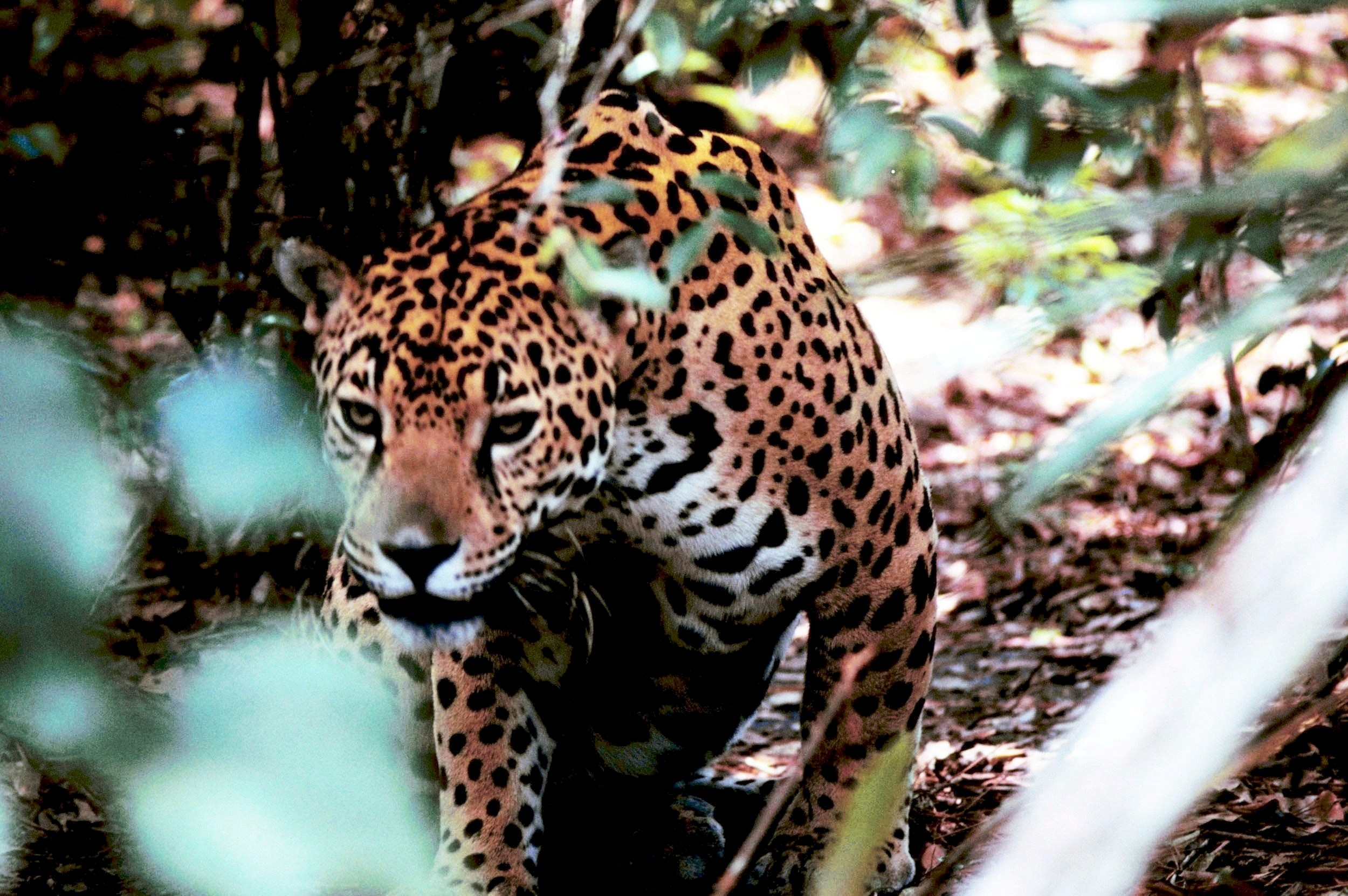
Un jaguar în Belize

Atunci când se configurează rezervații protejate, eforturile trebuie în general să se concentreze și pe zonele înconjurătoare, căci este improbabil ca jaguarii să se limiteze de unii singuri la granițele unei rezervații, mai ales dacă populația crește în mărime. Atitudinile oamenilor din zonele ce înconjoară rezervațiile și legile și reglementările pentru prevenirea braconajului sunt esențiale pentru a face ariile de conservare să fie efective.
Pentru a estima dimensiunile populațiilor din arii particulare și pentru a păstra legătura cu jaguari individuali se utilizează la nivel larg camere foto capcane⁠(en)[traduceți] și telemetrie pentru urmărirea animalelor sălbatice, iar cu ajutorul câinilor detectori⁠(en)[traduceți] se caută fecale cu scopul de a studia sănătatea și dieta jaguarilor.
Eforturile actuale de conservare se concentrează adeseori pe educarea proprietarilor de ranch-uri și promovarea ecoturismului. Sunt utilizate programe ecoturistice cu scopul de a genera interes din partea publicului pentru animale carismatice precum jaguarul și în același timp de a atrage venituri pentru eforturi de conservare. O problemă principală în ecoturismul cu jaguari este spațiul considerabil al habitatului de care are nevoie specia. Dacă ecoturismul este folosit pentru a ajuta conservarea jaguarului, trebuie făcute unele considerații, precum cum vor fi păstrate intacte ecosistemele existente sau cum vor înlocuite acestea cu ecosisteme noi suficient de mari pentru a sprijini o populație crescândă de jaguari.
Conservaționiști și profesioniști din Mexic și Statele Unite au întemeiat Northern Jaguar Reserve⁠(en)[traduceți], o rezervație de 23.000 ha din nordul Mexicului. Susținerea reintroducerii jaguarului în fostul său areal din Arizona și New Mexico a fost sprijinită de documentația migrațiilor naturale ale jaguarilor individuali în întinderile sudice ale ambelor state, noutatea extincției locale din acele regiuni provocată de acțiuni umane și argumente de susținere referitoare la biodiversitate și considerații ecologice, umane și practice.

## În cultură și mitologie
În Americile precolumbiene, jaguarul era un simbol al puterii și tăriei. În Anzi, un cult al jaguarului diseminat de pe la începutul culturii Chavín a devenit acceptat pe cuprinsul majorității Perului de astăzi până în 900 î. Hr. Ulterioara cultură Moche⁠(en)[traduceți] din nordul Perului a folosit jaguarul ca simbol al puterii pe multe dintre ceramicile sale. În religia Muisca⁠(en)[traduceți] în Altiplano Cundiboyacense⁠(en)[traduceți], jaguarul era considerat a fi un animal sacru, iar oamenii se îmbrăcau în piei de jaguar în timpul unor ritualuri religioase.
Pieile erau comercializate cu oamenii în apropiata regiune Orinoquía⁠(en)[traduceți].
Numele conducătorului Muisca⁠(en)[traduceți] Nemequene⁠(en)[traduceți] era derivat din cuvintele cibcea⁠(en)[traduceți] nymy și quyne, ce înseamnă „forța jaguarului”.
Au fost găsite sculpturi cu inscripții „om-jaguar olmeciene⁠(en)[traduceți]” în Peninsula Yucatán în Veracruz și Tabasco; acestea prezintă jaguari stilizați cu fețe semi-umane. În ulterioara civilizație mayașă se credea că jaguarul facilita comunicarea dintre cei vii și cei morți și proteja gospodăria regală. Mayașii au văzut aceste felide puternice ca proprii companioni în lumea spirituală, iar câțiva conducători mayași au purtat nume ce incorporau cuvântul mayaș pentru jaguar, b'alam, în multe dintre limbile mayașe. Balam rămâne un prenume mayaș comun și este și numele lui Chilam Balam, un autor legendar căruia îi sunt atribuite miscelanee⁠(en)[traduceți] mayașe din secolul al XVII-lea și al XVIII-lea ce conțin multe cunoștințe importante. Rămășițe de oase de jaguari au fost descoperite într-un sit cu morminte din Guatemala, ceea ce indică că se poate ca mayașii să fi ținut jaguarii ca animale de companie.
Civilizația aztecă a împărtășit această imagine a jaguarului ca reprezentant al conducătorului și ca războinic. Aztecii au format o clasă de războinici de elită numiți războinici jaguari⁠(en)[traduceți]. În mitologia aztecă, jaguarul era considerat a fi animalul totem al puternicelor zeități Tezcatlipoca. și Tepēyōllōtl⁠(en)[traduceți].
Un gherdan cu conci⁠(en)[traduceți] ce reprezintă un jaguar a fost găsit într-un tumul din Comitatul Benton, Missouri. Gherdanul prezintă linii incrustate uniform și măsoară 104x98 mm.
Desene pe stânci realizate de Hopi, Anasazi⁠(en)[traduceți] și Pueblo⁠(en)[traduceți] de-a lungul deșertului și al regiunilor de chaparral⁠(en)[traduceți] din sud-vestul american prezintă o felidă categoric pătată, probabil un jaguar, căci este desenată mult mai mare decât un ocelot.
Jaguarul este utilizat ca simbol și în cultura contemporană. Este animalul național⁠(en)[traduceți] al Guyanei și este reprezentat pe stema sa.